# Дементьев, Борис Михайлович
Бори́с Миха́йлович Деме́нтьев (27 февраля 1911, Котласский район, Архангельская губерния — 5 апреля 1979, Ленинград) — советский оператор документального кино, фронтовой кинооператор в годы Великой Отечественной войны. Лауреат Сталинской премии первой степени (1946).

## Биография
Родился в деревне Подосокорье (ныне Приводинское городское поселение Котласского района Архангельской области. В 1927 году окончил семилетку во Владимире и приступил к работе в частной фотографии — учеником фотографа. C 1930 по 1931 годы работал помощником оператора на кинофабрике «Белгоскино». В 1932 году поступил в Ленинградский топографический техникум, работал фотографом в Пушкине. После окончания техникума в 1935 году продолжил обучение в Ленинградском инженерно-экономическом институте на общетехническом факультете. В 1937 выехал на Дальний Восток, где работал фотокорреспондентом в Дальневосточном отделении «Союзфото» и газете «Рыбная индустрия». По возвращении в 1939 году в Ленинград поступил на авиаремонтный завод № 47 заведующим фотоотделом. В том же году перешёл на должность ассистента оператора, затем оператора на Ленинградскую студию кинохроники.
Призван на службу в РККА 28 июня 1941 года, работал в киногруппах Ленинградского, 3-го Прибалтийского и 1-го Белорусского фронтах.

Первые кадры в разрушенной Рейхсканцелярии и мёртвое семейство Геббельса снял именно он, Борис Дементьев.
— Валерий Фомин, «Плачьте, но снимайте!» 2018
После окончания ВОВ работал на «Ленфильме». С 1951 по 1954 год — режиссёр Горного института.
 С мая 1954 года — оператор «Леннаучфильма», в ряде работ выступал и как режиссёр, в том числе как автор сюжетов для кинопериодики: «Ленинградский киножурнал», «Наш край», «Новости дня», «Пионер», «Пионерия», «Северный киножурнал», «Советская Карелия», «Союзкиножурнал».
Член Союза кинематографистов СССР (Ленинградское отделение) с 1958 года, член КПСС.
Б. М. Дементьев скончался 5 апреля 1979 года в Ленинграде.

### Семья
- Отец — Михаил Дементьев (1889— ?);
- Мать — Лидия Дементьева (Фирсова) (1895— ?);
- Жена — Инна Гаврилова (род. 1925)[1].

## Фильмография
- 1942 — День войны (в соавторстве)
- 1942 — Ленинград в борьбе (в соавторстве)
- 1943 — В тылу врага (совместно с Н. Голодом, Л. Изаксоном)
- 1943 — Народные мстители (короткометражный; совместно с Л. Изаксоном)[6]
- 1943 — Народные мстители (полнометражный; в соавторстве)
- 1944 — Великая победа под Ленинградом '(в соавторстве)
- 1944 — Восьмой удар (в соавторстве)
- 1944 — К вопросу о перемирии с Финляндией (в соавторстве)[7]
- 1944 — Клятва молодых (в соавторстве)
- 1944 — Ленинградские партизаны (в соавторстве)
- 1944 — Петродворец, Пушкин, Павловск (в соавторстве)
- 1944 — Пушкинские места
- 1945 — Берлин (в соавторстве)
- 1945 — В Померании (фронтовой спецвыпуск № 5) (в соавторстве)
- 1945 — От Вислы до Одера (фронтовой спецвыпуск № 7) (в соавторстве; в титрах — Д. Дементьев)[8]
- 1946 — Разрушения произведений искусства и памятников национальной культуры, произведенные немцами на территории СССР (в соавторстве)
- 1949 — Сибирь советская (в соавторстве)
- 1950 — Стахановцы Баренцева моря
- 1955 — Кукуруза на Северо-Западе
- 1955 — Трелевка и вывозка леса с кронами
- 1956 — Ниже нуля
- 1957 — Лес идёт (в соавторстве)
- 1957 — Несчастный случай (совместно с С. Якобсоном)
- 1957 — Новое в штукатурных и малярных работах
- 1957 — Трудный путь (совместно с С. Якобсоном)
- 1958 — Советская радиотехническая промышленность
- 1958 — Химическая борьба с кустарником
- 1959 — На Чудском озере (совместно с Б. Геннингсом)
- 1959 — Остров Валаам (широкоэкранный и обычный вариант)
- 1961 — Радиоактивные двигатели
- 1961 — Старая Ладога
- 1962 — Два полюса
- 1962 — на потоке
- 1962 — Техника безопасности на холодильниках
- 1963 — Атом на защиту урожая
- 1963 — Приготовление ровницы в хлопчатобумажном производстве
- 1964 — Конструкция и материал
- 1964 — Наш Эрмитаж (в соавторстве)
- 1964 — Электродвигатели
- 1964 — Эмиссионный анализ
- 1965 — Гигиена дыхания
- 1965 — Петербургские годы (В. И. Ленин, 1893—1897)
- 1965 — Приглашение к путешествию
- 1966 — Будем знакомы
- 1967 — В стране Мали (совместно с Б. Геннингсом)
- 1967 — Русь Советская (в соавторстве)
- 1967 — Угрюмый край, туманный край… (в соавторстве)
- 1969 — В Карелии зима (совместно с К. Погодиным)
- 1969 — Мы отдыхаем
- 1972 — Техника безопасности на лесоперевалочных работах
- 1972 — Техника безопасности на погрузке древесины в вагоны
- 1973 — Рыболов
- 1973 — Хлеб нашего завтра (совместно с Г. Трубниковым)
- 1974 — Уроки английского языка

Режиссёр
- 1958 — Химическая борьба с кустарником
- 1965 — Приглашение к путешествию
- 1967 — В стране Мали
- 1967 — Праздник в Бамако
- 1969 — В Карелии зима (также автор сценария)
- 1969 — Мы отдыхаем

## Награды и премии
- орден Красной Звезды (1942)[9]
- медаль «За оборону Ленинграда» (1943)[10]
- медаль «Партизану Отечественной войны» I степени (1943)[10]
- медаль «За освобождение Варшавы» (1944)[10]
- медаль «За взятие Берлина» (1945)[10]
- медаль «За доблестный труд в Великой Отечественной войне 1941—1945 гг.» (1945)[10]
- медаль «За победу над Германией в Великой Отечественной войне 1941—1945 гг.» (1945)[10]
- орден Красного Знамени (18 июня 1945)[3]
- Сталинская премия первой степени (29 июня 1946 года) — за фильм «Берлин»[10]